# Тускляк крестоцветный
Тускляк крестоцветный, или жужелица крестоцветная (лат. Amara ovata) — вид тускляков из семейства жужелиц и подсемейства харпалин (Harpalinae).

## Описание
Жук длиной от 8 до 9,5 мм. Тело зеленовато-чёрное.

## Распространение
Имеет широкое распространение и обычен на территории своего ареала. Распространён в умеренной зоне Евразии.

## Экология и местообитания
Взрослая особь растительноядная. Часто встречающийся в открытых землях с редкой растительностью, в садах, на обочинах дорог, карьерах, железнодорожной насыпи и другие.